# طلسم الا (موسیقی متن)
طلسم الا (انگلیسی: Ella Enchanted) یک آلبوم موسیقی متن برای فیلم ۲۰۰۴ طلسم الا است که توسط هنرمندانی همچون کلی کلارکسون، جسی مک‌کارتنی، راون سایمون و ان هتوی اجرا شده‌است. این آلبوم در ۶ آوریل ۲۰۰۴ توسط هالیوود رکوردز منتشر شد.